# Filipe Duarte
Filipe Duarte Machado (Brasília, Distrito Federal, 5 de mayo de 1981) es un cantante, compositor de canciones brasileño.

## Biografía y Carrera
A los 15 años tuvo su primer contacto con la música, cuando ganó un cavaquinho de regalo del padrino y aprendió a tocar solo. Luego entró en una banda de pagoda. Hizo parte de otros grupos de pagoda y de samba antes de ingresar a la carrera en solitario. Filipe tocaba en bares y discotecas de Brasilia al sonido de MPB a ritmo de samba rock. Tuvo una infancia tranquila, jugó fútbol y capoeira. Sus influencias en la música son Djavan y Alexandre Pires. Siempre tuvo el apoyo de los padres para seguir la carrera musical, tanto que en las primeras eliminatorias su madre, que es funcionaria pública, lo acompañó. Su padre es abogado. Felipe es el más viejo, tiene sólo una hermana.
En 2003, después de ser seleccionado entre 34.000 inscritos en el programa Popstars, pasó a integrar la banda Br'oz junto a André Marinho, Jhean Marcell, Oscar Tintel y Matheus Herriez, que emplazaron varios éxitos como "Prometida", "Todo o Que você quiser "En el año 2006, pasó a integrar el grupo de pagoda Los Travessos teniendo la función de vocalista y siendo el único vocalista del grupo en la época. En 2014 el vocalista Rodriguinho volvió , que se ha convertido en una de las bandas más importantes de la historia de la música pop. En 2016 Rodriguinho dejó nuevamente el grupo Los Travessos, así Filipe viene actuando como vocalista de la banda conciliando su agenda con el Grupo Br'oz.